# Йохан Лудвиг фон Шьонинг
Йохан Лудвиг фон Шьонинг (на немски: Johann Ludwig von Schöning; * 25 декември 1675 в Кюстрин; † 29 октомври 1715 в имението Нойендорф при Халберщат) е благородник от старата померанска фамилия фон Шьонинг, господар в Тамзел (в Полша), саксонски камерхер, полковник-лейтенант, рицар на „Йоанитския орден“, майор на саксонската охранителна пехотинска гарда, наследник на баща си.
Той е вторият син на генерал и фелдмаршал Ханс Адам фон Шьонинг (1641 -1696) и съпругата му Йохана Маргарета Луиза фон Пьолниц (1641 – 1698), единствена дъщеря на бранденбургския генерал-майор Йохан Ернст фон Пьолниц (1618 – 1684) и графиня Арнолдина Катарина фон Мандершайд-Бланкенхайм (1620 – сл. 1650). Братята му са Богислав фон Шьонинг (1669 – 1693), полковник-лейтенант на саксонската охранителна гарда, и Карл фон Шьонинг (* 1679), домхер в Халберщат.

## Фамилия
Йохан Лудвиг фон Шьонинг се жени 1699 г. за графиня Юлиана (Доротея) Шарлота фон Дьонхоф (* 12 април 1682/8 май 1683; † 15 март 1733), дъщеря на бранденбургския-пруски генерал-лейтенант граф Фридрих фон Дьонхоф (1639 – 1696) и фрайин Елеонора Катарина Елизабет фон Шверин (1646 – 1696). Те имат една дъщеря:
- Елеонора Луиза фон Шьонинг (* 2 февруари 1708, кръстена 14 февруари 1708 в катедралата Берлин; † 12 октомври 1764, Гамзел), омъжена на 25 май 1723 г. в дворец Кюстрин за кралския пруски генерал-лейтенант Адам Фридрих фон Врееч (* 27 май 1689, Бюсов Фрайенвалде на Одер; † 27 август 1746, Шьонебек)

Дъщеря му Елеонора Луиза фон Шьонинг е смятана за една от най-красивите и добре образовани жени по това време.